# Ruth Sahanaya
Ruth Sahanaya (1 de septiembre de 1966 en Bandung, Java Occidental) es una cantante indonesia. Actualmente es una de las tres miembros de un grupo vocal, junto con Titi DJ y Krisdayanti conocida como 3 Diva. Ella es una de las muchas cantantes cristianas de Indonesia que forma parte de la banda cristiana evangélica llamada True Worshippers. En la región de Asia, se ha denominado como la Songbird Asia.

## Discografía
- Seputih Kasih (1987)
- Tak Kuduga (1989)
- Kaulah Segalanya (1992)
- Yang Terbaik (1994)
- ...Uthe (1996)
- Berserah Kepada Yesus (Gospel Album) (1997)
- Kasih (1999)
- Yang Kurindukan (Gospel) (2000)
- Greatest Hits Ruth Sahanaya (2002)
- Bicara Cinta (2003)
- Jiwaku (2006)
- Joyful Christmas (2007)
- Giving My Best (Gospel) (2009)

- Datos: Q5262470
- Multimedia: Ruth Sahanaya / Q5262470